# Диалектологический атлас русского языка

Обложка первого выпуска издания ДАРЯ

Диалектологи́ческий а́тлас ру́сского языка́ (ДАРЯ) — систематизированное собрание диалектологических карт территории центра Европейской части России, показывающих распространение языковых особенностей в диалектах русского языка раннего формирования. С середины 40-х по 1965 гг. был произведён сбор материала для составления атласа, с 1957 по 1970 гг. составлены пять региональных атласов, на основе которых был создан сводный диалектологический атлас русского языка. Первый выпуск ДАРЯ (Вступительные статьи. Справочные материалы. Фонетика) был опубликован издательством «Наука» в 1986 году, второй (Морфология) — в 1989, третий (Синтаксис. Лексика) — в 1996. Работы по созданию атласа были проведены отделом диалектологии и лингвистической географии Института русского языка РАН (до 1991 года — АН СССР), долгие годы руководство этими работами осуществлял член-корреспондент АН СССР Р. И. Аванесов. Два первых выпуска издания диалектологического атласа русского языка были удостоены Государственной премии Российской Федерации в области науки за 1996 год.

## Состав диалектологического атласа
Диалектологический атлас русского языка был опубликован в составе трёх альбомов карт и трёх книг сопроводительных материалов. Каждое диалектное явление в альбоме представлено картой (каждый из выпусков содержит в среднем около 100 карт — всего 318 карт), к которой прилагаются комментарии в книге сопроводительных материалов.
- Диалектологический атлас русского языка. Центр Европейской части СССР. Выпуск I: Фонетика / Под ред. Р. И. Аванесова и С. В. Бромлей. М.: Наука, 1986. В альбоме первого выпуска публикуются также помимо карт фонетических явлений вспомогательные карты по истории (расселение славянских племён и их соседей в X веке (по материалам археологии), восточные и юго-восточные древнерусские княжества в середине XII века, северо-восточная Русь и её соседи в середине XIV века); по этнографии (народы центра европейской части СССР); карта диалектного членения русского языка К. Ф. Захаровой и В. Г. Орловой и карта размещения населённых пунктов, говоры которых отражены в атласе. В книге первого выпуска содержатся вступительные статьи и справочные материалы (сведения об обследуемых населённых пунктах).
- Диалектологический атлас русского языка. Центр Европейской части СССР. Выпуск II: Морфология / Под ред. С. В. Бромлей. М.: Наука, 1989.
- Диалектологический атлас русского языка. Центр Европейской части СССР. Выпуск III: Синтаксис. Лексика / Под ред. О. Н. Мораховской. М.: Наука, 1996.

Автоматизированный вариант диалектологического атласа русского языка включён в лингвогеографический фонд, разрабатываемый в рамках проекта «Машинный фонд русского языка».

## Предварительные работы и сбор материала для атласа

Р. И. Аванесов, автор теоретических основ ДАРЯ, руководивший работами по его составлению

Развитие русской диалектологии в начале XX века, принявшее организованный характер, связывается прежде всего с деятельностью Московской диалектологической комиссии, важнейшим достижением которой стало составление и публикация в 1915 году первой диалектологической карты русского языка. Ограниченность данных при определении границ между наречиями и группами говоров на карте вызвала необходимость создания русского национального диалектологического атласа, одним из первых мысли об этом высказал А. И. Соболевский в своей рецензии к «Опыту диалектологической карты русского языка в Европе» с приложением «Очерка русской диалектологии» (авторы — Н. Н. Дурново, Н. Н. Соколов и Д. Н. Ушаков). С 1918 года на заседаниях Московской диалектологической комиссии началось обсуждение вопроса по созданию диалектологического атласа русского языка, с середины 20-х гг. начались предварительные работы. Объективные причины (занятость членов комиссии публикациями собранных материалов к диалектологической карте 1915 года, отсутствие своего штатного персонала, а затем и ликвидация Московской диалектологической комиссии в начале 30-х гг.) задержали начало составления атласа до середины 40-х гг. (начатая осенью 1939 года в возглавленном Д. Н. Ушаковым секторе славянских языков (который был организован в Институте языка и письменности народов СССР), подготовка программы собирания материала для атласа была свёрнута в первые годы войны).
Возобновление работ по созданию ДАРЯ, организованное под руководством Р. И. Аванесова, началось после Великой Отечественной войны в Институте русского языка АН СССР. В 1945 году был создан перспективный план работы над атласом, намечена территория обследования и утверждена «Программа собирания сведений для составления диалектологического атласа русского языка». До середины 60-х гг. была развёрнута масштабная работа по сбору диалектических материалов силами научно-педагогических кадров, а также аспирантов и студентов (прошедших специальную подготовку) всех вузов Европейской части России, имеющих кафедры русского языка — университетов и педагогических институтов. Для повышения качества собираемого материала, для обмена опытом по его сбору и его осмыслению регулярно проводились координационные совещания и конференции с участием представителей вузов, участвовавших в работе по подготовке к составлению атласа. Материалы, признанные некачественными в ходе анализа, отбраковывались, в соответствующие населённые пункты направлялись сотрудники для переобследования. Из более чем 4000 населённых пунктов 1237 были обследованы и переобследованы сотрудниками Института русского языка АН СССР или с их участием (сотрудники института Е. Г. Бурова и А. К. Васильева лично обследовали около 150 населённых пунктов), силами Московского городского педагогического института было обследовано 708 населённых пунктов, силами Московского государственного университета — 482 и т. д.. Огромную организационную работу проводили в эти годы заведующая отделом диалектологии В. Г. Орлова, а также С. С. Высотский и И. А. Оссовецкий. В ходе работы над ДАРЯ разрабатывалась теория лингвистической географии и реализовывалась методика картографирования диалектных различий. Массовый сбор материала был завершён в 1965 году, отразив таким образом состояние русских диалектов на середину XX века.

## Программа собирания сведений для составления атласа
Материалы для составления диалектологического атласа были собраны по специальной программе, содержавшей 294 вопроса по всем известным к тому времени диалектным явлениям в областях фонетики, морфологии, синтаксиса и лексики, а также ряд инструктивных статей. Программе предшествовал «Вопросник для составления диалектологического атласа русского языка», составленный в 1939 году В. И. Чернышёвым, Ф. П. Филиным и Б. А. Лариным, на основе которого был создан пробный «Лингвистический атлас озера Селигер». В дальнейшем в вопросник были внесены ряд дополнений, а в 1945 году на его основе (разделы лексики и синтаксиса были расширены и переработаны, а разделы фонетики и морфологии переписаны заново) была утверждена «Программа собирания сведений для составления диалектологического атласа русского языка», составленная под руководством Р. И. Аванесова, Б. А. Ларина и Ф. П. Филина. В структуре вопросов программы были отражены основные принципы разрабатываемой в то время лингвистической географии. Программа в полной мере отразила состояние изученности русских говоров к середине 1940-х годов ввиду того, что основной задачей при собирании материала для лингвистического атласа является установление территориального распространения уже, как правило, известных языковых явлений (а не открытие новых, ранее неизвестных явлений). Это получило своё отражение в полном и детальном освещении фонетики и фрагментарном освещении синтаксиса и лексики в вопросах данной программы.

## Территория обследования говоров при составлении атласа

### Территория русских говоров раннего формирования
Для составления ДАРЯ была выбрана территория только центра Европейской части России, на которой размещены сплошным массивом наиболее ранние русские поселения (примерно до XVI века), где формировались ядро русской нации, русский национальный язык и его основные диалекты, черты которых начали складываться в феодальную эпоху и отчасти в период племенного деления восточных славян (так называемые говоры первичного образования). Причинами выбора ограниченной территории расселения русских явились:
- Сложность охвата всей территории распространения русского языка, учитывая большие масштабы этой территории и возможности лингвистов того времени;
- Своеобразие русских говоров в восточных и юго-восточных областях Европейской части России, на Урале, в Сибири, на Дальнем Востоке и в др. районах, заселённых русскими в относительно позднее время: отсутствие сплошного массива расселения русских, чересполосное проживание русских с другими народами и языковые контакты с ними, неопределённость и пестрота размещения мелких ареалов диалектных явлений русских говоров, отсутствие чётких очертаний ареалов диалектных объединений и отсутствие специфических диалектных черт, смешение разнородных диалектов и, как правило, повторение диалектных черт говоров раннего формирования, прямым продолжением которых являются говоры позднего формирования.

Таким образом, различные во многих отношениях говоры были признаны разными объектами для картографирования, а их сведение в одном атласе было признано нецелесообразным.
Говоры на территории Архангельской области (выделенные как Поморская группа в классификации 1915 года) не вошли в ДАРЯ, хотя земли до побережья Белого моря заселялись ещё в XII — XV вв., но в этих местах область расселения русских не была сплошной, как в Центральной России: деревни стояли только вдоль рек и на побережье, а остальное пространство оставалось незаселённым, а значит, невозможно было соблюсти принятый принцип плотности обследования в 1 населённый пункт на 225 км².

### Границы с белорусским и украинским языками
Границы с белорусским и украинским языками на картах ДАРЯ совпали с административными границами РСФСР с Белорусской и Украинской ССР.
Языковая граница белорусского и русского языков является в значительной степени размытой, сочетания черт обоих языков распространены на большой территории, образующей широкую полосу переходных говоров, отнесение которых к тому или иному языку бывает часто очень затруднено. Исходя из этого, а также учитывая влияние на современные говоры литературных белорусского и русского языков, границей картографирования русских диалектов приняли административную границу с Белоруссией, отмечая при этом преобладание белорусских языковых черт (среднебелорусские говоры с признаками переходности к южнорусским) на западе Брянской области и на границе Смоленской области с Белоруссией.
Языковая граница украинского и русского языков представляется более отчётливой, ареалы фонетических и грамматических явлений обоих языков разделены границей Украинской ССР с РСФСР (за исключением части лексических украинских черт, распространённых на территории России).

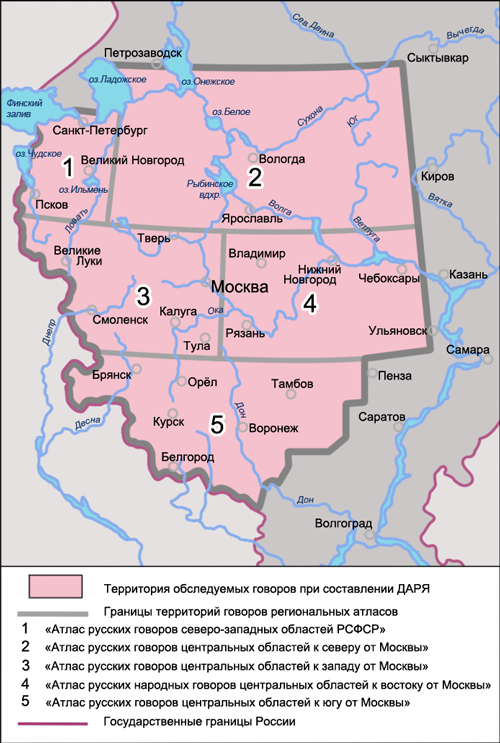
Территории обследуемых говоров при составлении региональных атласов и ДАРЯ

## Сводный и региональные диалектологические атласы
Ввиду большой площади обследуемой территории картографирование было решено провести поэтапно, по участкам, первоначально планировалось составить 11 томов региональных атласов, но позднее было принято решение ограничиться 5 томами:
1. «Атлас русских народных говоров центральных областей к востоку от Москвы», подготовлен к печати под редакцией Р. И. Аванесова в 1951 году, издан в 1957 году[~ 4][16];
2. «Атлас русских говоров северо-западных областей РСФСР» под редакцией В. И. Борковского и С. С. Высотского;
3. «Атлас русских говоров центральных областей к западу от Москвы» под редакцией Р. И. Аванесова;
4. «Атлас русских говоров центральных областей к северу от Москвы» под редакцией О. Н. Мораховской и Т. Ю. Строгановой;
5. «Атлас русских говоров центральных областей к югу от Москвы» под редакцией В. Г. Орловой, завершён в 1970 году[~ 5].

Все вышеперечисленные атласы объединены общей программой собирания сведений, методикой сбора материала и его синхронностью, единством теоретических принципов и техники картографирования, созданы под руководством Р. И. Аванесова и его учеников. Картографированы в региональных атласах только те явления, которые дают изоглоссы, сами явления на картах передаются при помощи специальных значков, проставляемых у каждого населённого пункта.
На основе пяти региональных атласов к началу 80‑х гг. был составлен сводный диалектологический атлас всей территории русских говоров раннего формирования центра Европейской части России, зафиксированных в середине XX века.
Сетка обследования была установлена в 1 населённый пункт на 225 км², среднее расстояние между населёнными пунктами — 15 км, их число составило — 4209, разработка сетки и отбор населённых пунктов был осуществлён Институтом русского языка АН СССР.

## Теоретические основы и их реализация в атласе

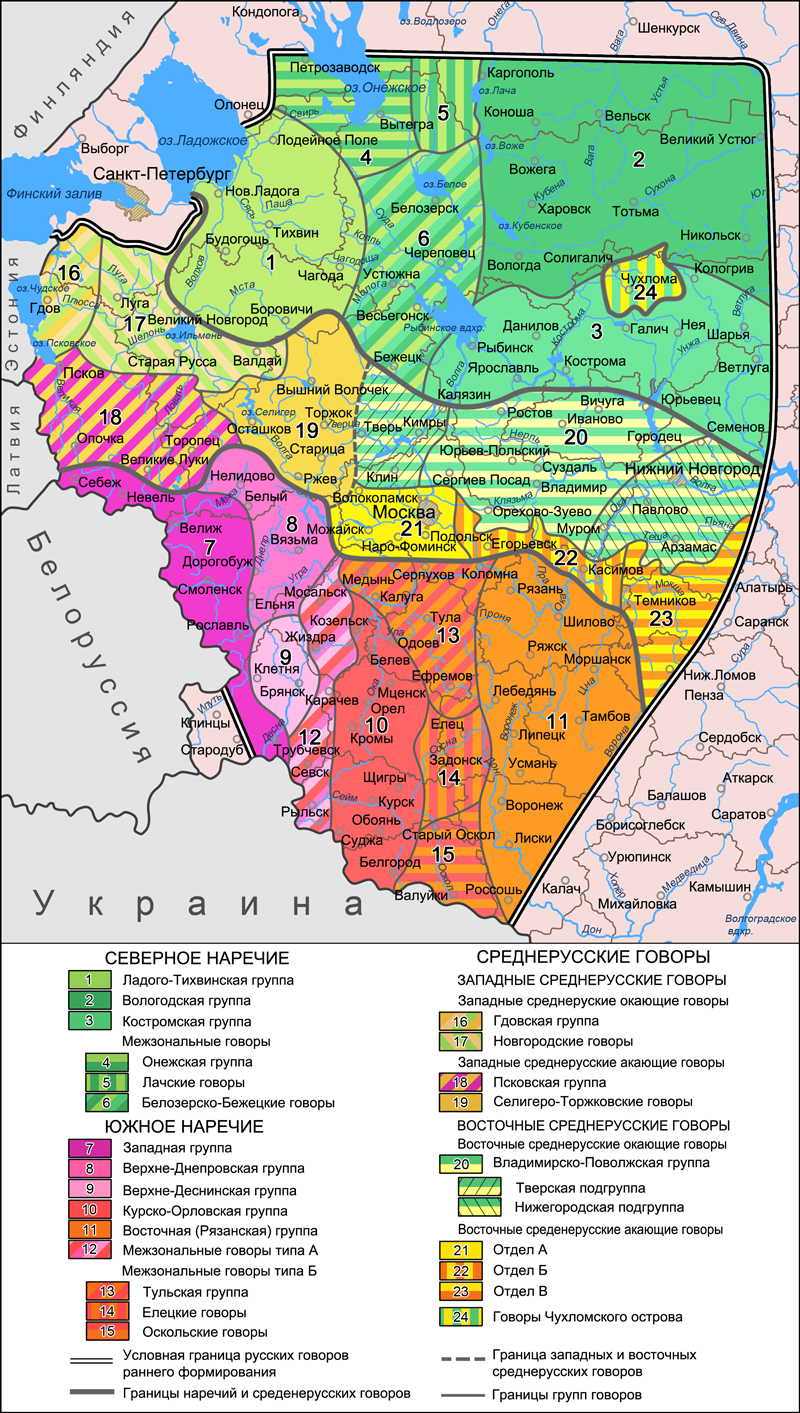
Диалектологическая карта русского языка 1965 года, созданная К. Ф. Захаровой и В. Г. Орловой по материалам региональных атласов (подготовленных для составления ДАРЯ)

Основой создания как региональных атласов, так и сводного диалектологического атласа русского языка, являются теоретические положения лингвистической географии, разработанные Р. И. Аванесовым. Им были введены следующие понятия, на которых стало базироваться картографирование диалектных явлений:
- Диалектный язык — совокупность говоров русского языка — включающая как общие для всего русского языка черты, так и черты имеющие разные варианты в диалектах, но вместе с тем являющиеся элементами общей системы языка;
- Диалектное различие, образующее соответственное явление (в поздних работах также междиалектное соответствие) — основной объект картографирования в атласе — языковое явление, которое в диалектах выступает в разных своих вариантах[12][24].

В соответствии с новыми принципами картографирования на каждой карте ДАРЯ соотносительные варианты диалектного различия (разные члены междиалектного соответствия) образуют совокупность противопоставленных ареалов одного языкового явления. Характерной особенностью составления карт атласа является стремление к отражению различий в целостных звеньях языковой структуры, а не различий в отдельных словах и словоформах. В картах ДАРЯ чётко разграничены разные уровни языкового строя: фонетика, морфология, синтаксис и лексика (например, в морфологии не разграничивается то, что обусловлено фонетикой). Построение карт учитывает различия простых и сложных соответственных явлений, устанавливаются основные противопоставления и противопоставления 2-й, 3-й и последующих степеней (типология диалектных различий и наиболее целесообразные методы их картографирования изложены в монографии «Вопросы теории лингвистической географии»). На картах отражены распространение как диалектных, так и литературных разновидностей картографируемых фактов (если литературный вариант не распространён повсеместно на картографируемой территории). При картографировании некоторых диалектных явлений был применён метод предварительной статистической обработки материала. Для передачи языковой информации в ДАРЯ использована главным образом система заливок, штриховок и др. средств, показывающих площади ареалов диалектных явлений. Речь городского населения в атласе не отражена, города отмечены на карте только как ориентиры.

## Значение диалектологического атласа русского языка
ДАРЯ является важнейшим этапом в развитии русской диалектологии и лингвистической географии. На основе материалов, собранных для атласа, было создано большое число теоретических работ по русской диалектологии.
Изучение материалов, собранных для атласа, впервые было обобщено в монографии «Вопросы теории лингвистической географии» (авторы — Р. И. Аванесов, С. В. Бромлей, Л. Н. Булатова, Л. П. Жуковская, И. Б. Кузьмина, Е. В. Немченко, В. Г. Орлова) и в работе «Русская диалектология» под редакцией Р. И. Аванесова и В. Г. Орловой, в которой была представлена диалектологическая карта с новым вариантом группировки диалектов русского языка. Наряду с лингвотерриториальным членением русского языка по данным ДАРЯ была проведена структурно-типологическая классификация Н. Н. Пшеничновой с помощью вероятностно-статистического метода.